# Bobby Watson
Bobby Watson (Lawrence, Kansas, 23 de agosto de 1953) es un músico estadounidense de jazz, saxofonista alto, compositor y productor, adscrito a la corriente denominada neo bop. Ha editado más de 26 álbumes a su nombre y aparece en más de otras 100 grabaciones como colaborador. 

## Historial
Watson creció en Bonner Springs y Kansas City y estudió en la University of Miami, donde tuvo de compañeros a Pat Metheny, Jaco Pastorius y Bruce Hornsby.  Tras graduarse en 1975, se traslada a Nueva York para unirse a los Jazz Messengers de Art Blakey, permaneciendo con ellos desde 1977 hasta 1981, ejerciendo en ocasiones como director musical de la banda. En esta época fue nominado en diversas ocasiones en los polls de la revista especializada Down Beat.
Tras dejar a los Messengers, Watson trabajó con un gran número de músicos, entre los que se encuentran los bateristas Max Roach y Louis Hayes, los saxofonistas George Coleman y Branford Marsalis, el flautista Sam Rivers y el trompetista Wynton Marsalis. Además de estas colaboraciones, Watson trabajó como soporte estilístico de un gran número de cantantes: Joe Williams, Dianne Reeves, Lou Rawls, Betty Carter, y Carmen Lundy. También ha tocado en las bandas de Carlos Santana, Chaka Khan, Bob Belden y John Hicks.
Más tarde, asociado con el contrabajista Curtis Lundy y el baterista Victor Lewis, Watson lanzó la primera versión de "Horizon", un quinteto acústico basado en el modelo Jazz Messengers, que grabó varios discos para los sellos Blue Note y Columbia. Además de su trabajo como líder de "Horizon", Watson participó en otro grupo denominado "High Court of Swing" (un tributo a la música de Johnny Hodges),en la big band "The Tailor-Made Big Band" y, también, en el 29th Street Saxophone Quartet, un grupo formado junto al saxo alto Ed Jackson, el tenor Rich Rothenberg, y el barítono Jim Hartog. Watson compuso un tema original para la banda sonora de la película de Robert De Niro, A Bronx Tale (1993).
Watson ha desarrollado también una activa carrera docente, en la William Patterson University, desde 1985 a 1986, y en la Manhattan School of Music, desde 1996 a 1999. Ha trabajado también, de forma usual, en los programas de jazz del Thelonious Monk Institute.
En 2000, Watson fue galardonado con el premio Distinguished Professorship in Jazz Studies, en Misuri. Los últimos años, ha desarrollado su labor docente en el Conservatorio de Música de la University of Missouri–Kansas City, formando y haciendo girar a diversas bandas surgidas de entre sus estudiantes, con general reconocimiento.

## Discografía

### Como líder
- 1978: Estimated Time Of Arrival (Roulette)
- 1979: All Beacuse of You (Roulette)
- 1983: Live in Europe - Perpetual Groove (Red Records)
- 1984: Advance (Enja Records)
- 1985: Round Trip (Red)
- 1986: Love Remains (Red) con John Hicks, Curtis Lundy, Marvin "Smitty" Smith
- 1987: Beatitudes (New Notes) con Curtis Lundy como colíder
- 1987: The Year Of The Rabbit (Evidence) con Art Baron, Mulgrew Miller
- 1991: Present Tense (Columbia)
- 1993: This Little Light Of Mine (Red)
- 1993: Midwest Shuffle (Columbia) con Victor Lewis
- 1995: Urban Renewal (Kokopelli Records)
- 1998: Quiet As It's Kept (Red)
- 1998: The Bobby Watson/Curtis Lundy Project
- 2000: In The Groove
- 2002: Live & Learn
- 2004: Horizon Reassembled (Palmetto Records)
- 2006: Soulful Serendipity con James Williams

### Como colaborador
Con Art Blakey
- Gypsy Folk Tales (Roulette, 1977)
- In My Prime Vol. 1 (Timeless, 1977)
- In My Prime Vol. 2 (Timeless, 1977)
- In This Korner (Concord Jazz, 1978)
- Reflections in Blue (Timeless, 1978)
- Night in Tunisia: Digital Recording (Philips, 1979)
- One by One (Palcoscenico, 1979 [1981])
- Live at Montreux and Northsea (Timeless, 1980)
- Art Blakey in Sweden (Amigo, 1981)
- Album of the Year (Timeless, 1981)
- Straight Ahead (Concord Jazz, 1981)

Con Superblue
- Superblue (1988, Blue Note)[4]

Con Horizon
- The Inventor (Blue Note, 1989)
- Post-Motown Bop (Blue Note, 1991)

Con The Jazz Tribe
- The Jazz Tribe (Red, 1990)
- The Next Step (Red, 1999)

Con Sam Rivers
- Colours (Black Saint, 1982)

Con Kamal Abdul-Alim
- Dance (Stash, 1983)

Con The Twenty Ninth Street Saxophone Quartet
- Pointillistic Groove (Osmosis, 1984) con Ed Jackson, Rich Rothenberg, Jim Hartog
- The Real Deal (New Note, 1987) con Ed Jackson, Rich Rothenberg, Jim Hartog
- Underground (Antilles Records, 1991) con Hugh Masekela, Benny Green, Curtis Lundy, Victor Lewis
- Milano New York Bridge (Red, 1993)

Con The Taylor Made Big Band
- Taylor Made (Columbia) con Steve Turre, Robin Eubanks, Jon Faddis
- Live At Someday In Tokyo (2000, con "Tokyo Leaders Big Band")